# Бергамотное масло
Бергамотное масло — эфирное масло, содержится в кожуре зрелых плодов бергамота Citrus bergamia Risso & Poit., Citrus limetta Risso var. bergamia, Citrus aurantium L. subsp. bergamia, произрастающего в Италии, ряде стран Африки.

## Свойства
Бергамотное масло — подвижная жёлто-зелёная жидкость со свежим запахом плодов бергамота.  
| tвсп, °С | {\displaystyle {\mbox{d}}_{20}^{20}} | {\displaystyle [{\mbox{n}}]_{\mbox{D}}^{20}} | {\displaystyle [\alpha ]_{\mbox{D}}^{20}} | Кислотное число | Эфирное число | ЛД50, кг/г                                       |
| -------- | ------------------------------------ | -------------------------------------------- | ----------------------------------------- | --------------- | ------------- | ------------------------------------------------ |
| +58      | 0,876 — 0,884                        | 1,4640 — 1,4670                              | +8 — +30°                                 | не более 2      | 86 — 129      | > 10 (крысы, перорально) > 20 (кролики, на коже) |

Растворимо в 96%-м этаноле (1:0,5-1) и других органических растворителях, нерастворимо в воде.

## Состав
В состав масла входит октен, мирцен, оцимен, (+)-лимонен, дипентен, терпинолен, α- и γ-терпинены, α- и β-фелландрены, α- и β-пинены, камфен, 3-карен, туйен, сабинен, γ-бисаболен, кариофиллен, α-бергамотен, α- и β-гумулены, бергаптен, цитроптен, бергамотин,  n-цимол, линалоол, гераниол и другие компоненты.

## Получение
Получают из кожуры зрелых плодов путём прессования без нагревания.
Основной производитель — Италия.

## Применение
Применяют как компонент парфюмерных композиций и отдушек для косметических изделий.
Применяют при производстве кондитерских изделий как ароматизатор — бергамотовые леденцы из Нанси.
Широко применяется в ароматерапии. Клинические исследования показывают, что эфирное масло бергамота может быть полезно для снижения беспокойства и последствий стресса.